# 루산 회의

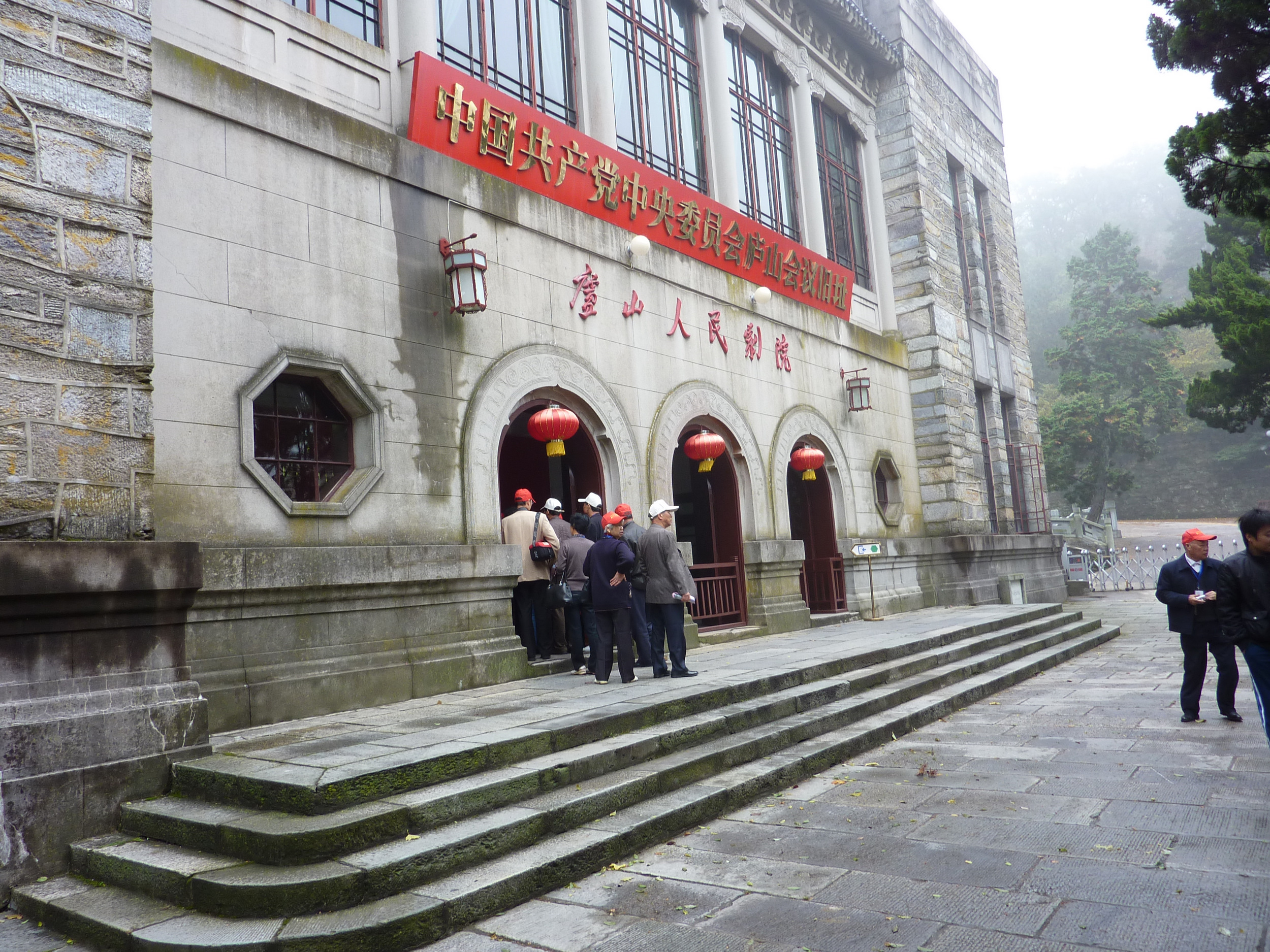
루산 회의가 열린 루산인민극장

루산 회의(중국어 간체자: 庐山会议, 정체자: 慮山會義, 병음: Lúshān Huìyì, 한자음: 노산 회의)는 대약진 운동이 실패로 끝난 뒤 1959년 7월 2일부터 8월 1일까지 개최되어 문제점을 비판한 펑더화이 등이 실각한 중국 공산당 정치국 확대 회의와 제8차 팔중전회(8월 2일-8월 16일)를 가리킨다. 
중국공산당은 고관대작의 피서지인 베이다이허에서 회의를 열었으나, 모종의 이유로 이곳에서 회의를 했다고 전해진다.

## 개요
회의는 삼면홍기(三面紅旗)(총노선, 대약진, 인민공사) 정책의 실패를 토론하는 장소가 되었다. 7월 14일, 국방부장이었던 펑더화이는 마오쩌둥에게 사람을 보내, 그 중에 총노선은 옳았다고 하면서, "1958년의 기본 건설은 일부에서 조급한 것으로 목표 달성이 늦었다"라고 진언했다. 이 비판은 정직한 것이었지만, 실추하고 있는 자신의 권위를 한층 더 떨어뜨릴 수도 있다고 판단한 마오쩌둥은 16일에 그 복사본을 《펑더화이 동지의 의견서》로 배포해 회의에서 토론하기로 결정했다.
회의에서 펑더화이의 의견에 황커청(국방부 부부장), 저우샤오저우(호남성 당위서기), 장원톈(외교부 부부장)이나 다른 출석자가 지지를 표명했지만, 류사오치, 주더 등도 완만한 비판을 가하자 일부가 부분적인 찬성을 표했다. 그러나 이것을 자신의 권력에 대한 위협이라고 파악한 마오는 23일의 대회연설에서 편지를 《부르주아지의 동요성》이며, 당에 대한 공격, 우경 기회주의 강령이라고 격렬하게 비판했다.
당에 대한 공격과 마오의 강경한 발언에 위축된 출석자는 펑더화이의 지지하던 입장을 바꿔, 〈주석에게 사임을 강요했다〉, 〈자산계급 민주주의자〉, 〈당내의 투기 분자〉 등을 외치며, 펑더화이를 비판했다. 마오는 대약진에 잘못은 전혀 없다고 주장을 하고, 삼면홍기가 전복되면 당과 인민에 대한 중대한 손실이라고 과장했다.
8월 2일부터 시작된 팔중전회에서는 펑더화이 등 네 명을 《펑더화이 반당집단》이라고 매도한다. 이어 〈펑더화이 동지를 중심으로 한 반당집단의 잘못에 대한 결의〉, 〈당의 총노선을 지켜 우경기회주의에 반대투쟁한다〉는 의안을 채택하고 대약진을 비판한 네 명은 경제발전을 반대했다고 규정하고, 직무를 해임한다. 펑더화이가 앉아있던 국방부장과 중앙군사위원회 부주석의 자리에는 린뱌오가 취임을 한다.
16일 폐회 시 마오쩌둥은 "과거 10년동안 계속되어 온 부르주아지와 무산계급의 계급투쟁이 루산에 나타났지만, 중국과 우리 당은 이러한 투쟁을 20년, 50년이 지나도 중단해서는 안된다!"고 결론을 내렸다.
회의가 끝난 후 1960년 경 당 내에서 반우파 투쟁이 전개되어 365만명이 우경 기회주의로 찍혀 직무가 해임되었다.

## 결과
루산 회의에서 잘못된 경제정책을 바로 잡을 수 있는 기회를 놓쳤기 때문에 중국의 경제는 점점 악화되어 갔다. 회의 중 삼면홍기에 긍정적이었던 류샤오치는 고향인 후난성을 시찰하면서 정책에 잘못이 있었다고 깨닫고는 천재가 삼푼이면, 인재가 칠푼이라는 한탄을 하기에 이르렀지만, 삼면홍기에 문제가 없고, 실패의 원인은 천재지변에 있다고 하는 마오쩌둥과는 서서히 생각이 멀어져 갔다. 주문생산제나 보상금을 도입한 경제정책이나 우파로 낙인찍힌 간부를 재심사해 달라는 요청을 하였지만, 마오쩌둥은 "계급 투쟁을 잊어서는 안된다!"고 비판하며, 문화대혁명 전야까지 결정적인 파국을 맞이하게 된다.

## 같이 보기
- 대약진 운동
- 펑더화이